# Kinh tế Azerbaijan
Kinh tế Azerbaijan là nền kinh tế một nền kinh tế hội nhập và dựa nhiều vào sản xuất và xuất khẩu dầu mỏ. Nhờ giá dầu lên cao khiến thu nhập từ xuất khẩu dầu mỏ tăng vọt, nền kinh tế này đã đạt được tốc độ tăng trưởng GDP đáng kinh ngạc tới 41,7% vào quý I năm 2007, cao nhất thế giới.
Tất nhiên không thể duy trì liên tục tốc độ này, nhưng cũng đủ để gây ra sự chú ý, dù trước đó đã từng đạt tới 26,4% trong năm 2005 (là mức tăng GDP cao thứ 2 trên thế giới trong năm 2005, chỉ sau Guinea Xích Đạo), và năm 2006 là 36,6% (cao nhất thế giới), GDP đã tăng tốc rất nhanh sau mỗi năm. Tương lai vẫn rất hứa hẹn với quốc gia này.
Azerbaijan có nguồn dự trữ dầu lớn và một nền nông nghiệp rất tiềm năng dựa trên các vùng khí hậu đa dạng. Từ năm 1995, nhờ sự hợp tác với IMF, Azerbaijan đã tiếp tục một chương trình ổn định kinh tế vĩ mô mang lại thành công lớn, chương trình này đã đưa lạm phát từ 1.800 % vào năm 1994 xuống 1,8% vào năm 2000. Trên bình diện quốc tế, đồng manat của Azerbaijani đã ổn định vào năm 2000, được định giá thấp hơn 3,8% so với đô la. Thâm hụt ngân sách năm 2000 là 1,3% GDP, là mức thâm hụt nhỏ nhất.
Tiến trình cải cách kinh tế đã được tiến hành sau sự ổn định về kinh tế vĩ mô. Chính phủ đang tiến hành cải cách nhiều mặt, bao gồm chính sách mở cửa thương mại. Chính phủ cũng đã hoàn thành phần lớn việc tư nhân hóa trong lĩnh vực đất đai nông nghiệp và các doanh nghiệp nhỏ và vừa. Vào tháng 8 năm 2000, chính phủ đã đưa ra chương trình tư nhân hóa giai đoạn 2, theo chương trình này nhiều công ty quốc doanh cỡ lớn sẽ được tư nhân hóa.

## Xu hướng kinh tế vĩ mô
Đây là biểu đồ xu hướng tổng sản phẩm quốc nội của Azerbaijan theo giá thị trường được ước tính bởi Quỹ tiền tệ quốc tế, đơn vị tính là triệu Manats.
| Năm          | Tổng sản phẩm quốc nội | Tỷ giá so với Dollar Mỹ |
| ------------ | ---------------------- | ----------------------- |
| 1995         | 10.669.000             | 4.414,14 Manats         |
| 2000         | 23.590.500             | 4.473,82 Manats         |
| 2005         | 79.378.500             | 4.727,21 Manats         |
| 2007 (Quý 1) | 36.884,2               | 0,91 (New) Manats       |

Để tính theo sức mua tương đương, 1 USD= 1,565 Manat. Hiện nay đồng Manat mới được sử dụng, có tỷ giá trao đổi 1 manat = 1,1 USD.